# Thuiaria pinaster
Thuiaria pinaster is een hydroïdpoliep uit de familie Sertulariidae. De poliep komt uit het geslacht Thuiaria. Thuiaria pinaster werd in 1783 voor het eerst wetenschappelijk beschreven door Lepechin. 